# 格拉維耶峰
67°12′S 67°20′W / 67.200°S 67.333°W
格拉維耶峰（Gravier Peaks），是南極洲的山峰，位於葛拉漢地的盧貝海岸，處於路易斯峰東北面4公里，海拔高度2,315米，在1903年由讓-巴蒂斯特·夏古率領的法國探險隊發現，現時由南極條約體系管理。